# 937. grenadirski polk (Wehrmacht)
937. grenadirski polk (izvirno nemško 937. Grenadier-Regiment; kratica 937. GR) je bil pehotni polk Heera v času druge svetovne vojne.

## Zgodovina
Polk je bil ustanovljen 21. septembra 1943 v Rouenu za potrebe 245. pehotne divizije.